# 伊索德

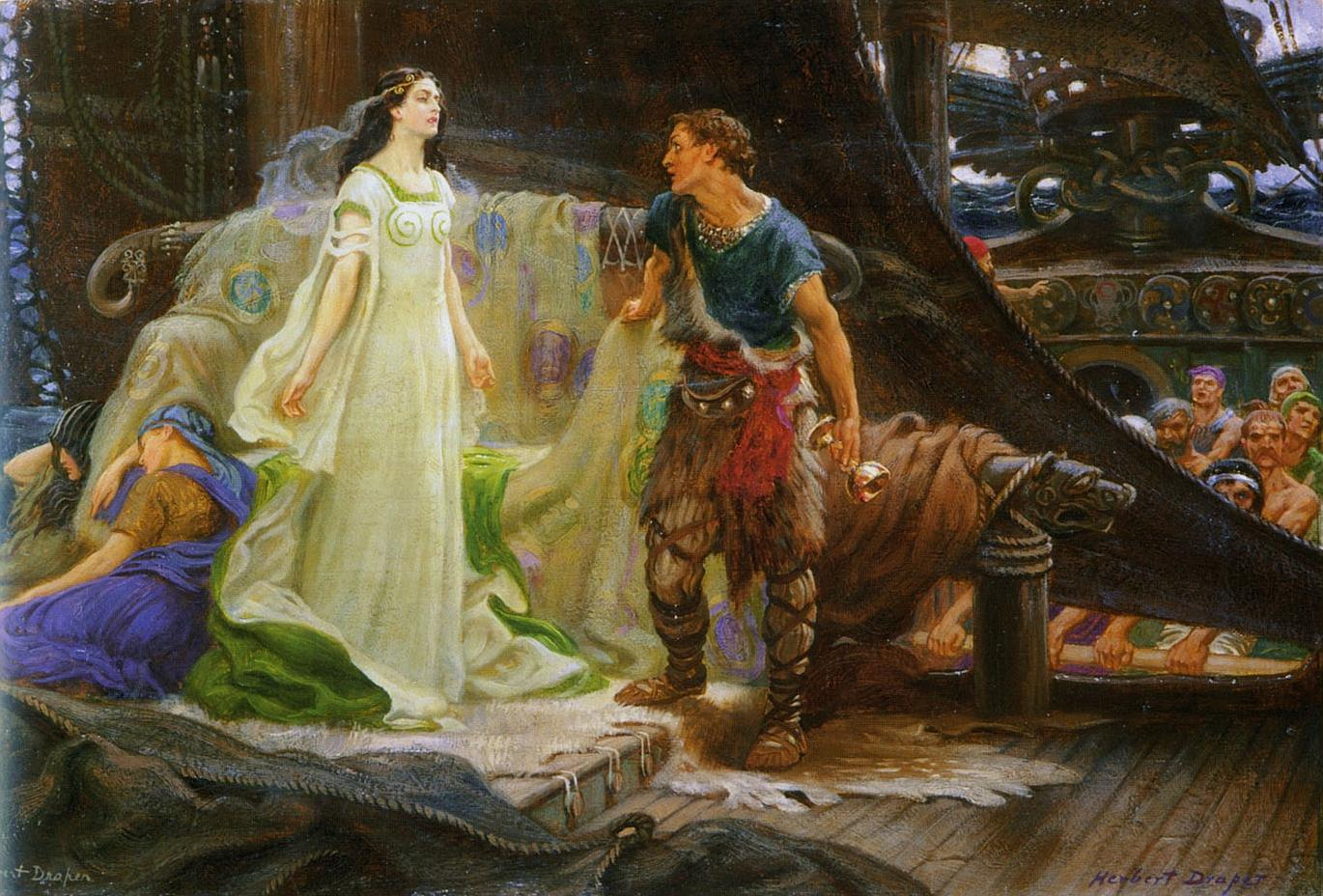
《特里斯坦与绮瑟》是赫伯特·詹姆斯·德雷珀于1863–1920所绘的油画。绮瑟不但美丽动人，而且还具有神奇的医术。在帮助特里斯坦疗伤的过程中，两人坠入爱河。迫于政治原因，特里斯坦不得已离开了爱尔兰，他和绮瑟的爱情注定无法长久。

绮瑟（Iseult、Isolde、Iseo、Isode、Isotta，又译为伊索德、伊瑟、伊舒尔特、伊索尔德）是亚瑟王传说中特别有名的一位主要人物。
她原本是爱尔兰王国的一位美丽公主，后来准备下嫁于马克国王成为马克国王的王后。但在前往康沃尔王国的途中，她却与护送她的崔斯坦爵士不慎喝下了春药而使他们的爱情更加根深柢固了，就在这时候也注定了她和崔斯坦的爱情逐渐走向悲剧。

## 与特里斯坦的悲剧恋情
伊索德与崔斯坦爵士的爱情故事非常著名，在中世纪广为流传。在一次激烈的战斗中，孤儿崔斯坦身中剧毒，前往爱尔兰寻求救治。在伊索德公主的精心医治下，很快伤口就痊愈了，从那时开始两人渐渐萌生一种特别的情意。后来，崔斯坦来到叔父康沃尔王国马克王身边，国王欲立这位年轻人为他的继承人，但却遭到所有贵族们的强烈反对。国王表示，未来的王后非金发女孩的公主不可。崔斯坦猛然想起伊索德长着一头金发，而且身份还是高贵的公主，他便主动请缨替叔父马克王向伊索德求婚。
崔斯坦乔装为商人的模样再次来到了爱尔兰，却发现这个国家正在被一只巨蟒所扰。崔斯坦暗呼天赐良机，正可借此良机替马克王向爱尔兰王国大献殷情。他找到蛇窝，便与之展开血战。巨蟒的呼吸带有剧毒，崔斯坦一度虚弱得无力招架，但最终他还是降伏了巨蟒。伊索德及其母亲这时也发现了乔装打扮的崔斯坦，之后母女俩细心照料，直到他恢复了健康。
在此期间，伊索德无意中发现英雄的剑缺了一角，于是她顿时想起这与兄长莫豪敌头颅中的剑屑一致，方知崔斯坦原来就是杀兄仇人。伊索德屡次想杀死崔斯坦替兄长报仇，但却发现自己对他已心生爱慕了。崔斯坦伤势痊愈后，代替叔父马克王向伊索德求婚，众人无不为之感到惊愕万分。为了两国能持续友好发展，伊索德的父亲痛快地答应了这桩婚事，但伊索德却为此愁眉不展，一脸无奈。临行前，伊索德的母亲给随行的女侍布兰盖妮一瓶春药，吩咐她在公主的新婚之夜时，让新郎和新娘共饮，这样的话他们彼此将会永远相爱。不料在航行的过程中，焦渴难耐的崔斯坦将这春药给当水喝了，而且还让伊索德也喝了一些，最终他们两人的命运将一发不可收拾。最后虽然伊索德还是嫁给了马克国王，但洞房花烛夜，卻是布兰盖妮代替女主人与国王同床共枕，而此刻的伊索德正和情人崔斯坦缠绵缱绻，如胶似漆。
一天，马克国王无意中发现这对情人正相拥而眠，国王目眦决裂，但他并没有处死他们，而是偷偷地将崔斯坦身边的剑与自己的剑掉了包。次日，崔斯坦见到叔父的剑，羞愧难当。有感于国王的宽怀仁慈，崔斯坦说服伊索德回到了丈夫的身边，然后自我放逐到布列塔尼半岛。
在布列塔尼，崔斯坦虽也娶妻成家，却日夜思念着心上人，几度乔装回到康沃尔与伊索德幽会。与此同时，战争也耗去了他的大部分精力。一次崔斯坦身受重伤，派人请伊索德来为自己疗伤，并相约伊索德乘坐白色船帆的船只抵达。看到丈夫要与情人重聚，崔斯坦的现任妻子又妒又恨，于是在伊索德到来之前，向病床上的崔斯坦报告说，她没有看到什么白色船帆的船只，而且看见了一艘黑色船帆的船只。崔斯坦闻言痛不欲生，拔剑自刎；待伊索德趕到情郎的床边时，见此情景，欲哭无泪，伤心欲绝，也随之自刎身亡。

## 外部連結
- 愛情魔藥：崔斯坦與伊索德